# Scutiger luozhaensis
Scutiger luozhaensis — вид жаб родини Megophryidae. Описаний у 2023 році.

## Поширення
Ендемік Китаю. Виявлений у селищі Се повіту Лхожаг у складі префектури Шаньнань (Тибетський автономний район).

## Опис
Тіло помірне, довжина тіла самця 47,0–67,2 мм, довжина тіла самиці 49,8–66,2 мм; зуби верхньої щелепи та брунькування відсутні; численні крихітні щільні шлюбні шипи, присутні на дорсальній поверхні пальців I, II і внутрішній поверхні пальця III самців у стані розмноження з подібним розміром; плями хребта на животі самців у стані розмноження відсутні; шипи на внутрішній поверхні передпліччя та плеча самців у стані розмноження відсутні; невеликі плями чорних колючок біля пахви самців у стані розмноження відсутні; дорослі самці без голосового мішка; кілька великих бородавок і горбків на спині, зібраних у короткі шкірні виступи з кількома шипами на вершині; простір між верхніми повіками ширший за верхні повіки; плями або неправильні поперечні смуги на кінцівках відсутні; рудиментарна перетинка між пальцями; забарвлення спини тіла від оливково-коричневого до бронзового.